# Мария Българова
Мария Бочева Българова е българска учителка. Като член на революционния комитет заедно с Евлампия Векилова избродират знамето на копривщенските въстаници. Тя е и прототип на Вазовата героиня Рада Госпожина от първия български роман – „Под игото“.

## Биография
Мария Българова е родена през 1853 г. Сопот в бедно многодетно семейство на гайтанджия. Леля ѝ – монахиня Евгения, игуменка на Девическия метох, я взема при себе си, за да ѝ даде добро образование и възпитание. Тя е първа по успех в килийното училище на метоха. След неговото завършване я изпращат в Копривщица като помощник на учителката – монахиня Харитина. Поради добрата си подготовка Мария Българова преподава по по-сериозните предмети. Става секретарка на женското дружество в Копривщица. Запознава се с Тодор Каблешков. Той я снабдява не само с революционна литература, но и спечелва сърцето ѝ и я посвещава в народното дело. След завършването я изпраща на свои разноски в Габровското девическо класно училище. Мария Българова го завършва с отличие и се завръща в Сопот, където става учителка в класното девическо училище.
През 1875 г. в Сопот идва Тодор Каблешков и възобновява дейността на революционния комитет. Васил Левски възлага на Мария да ушие знамето на въстанието. Чистата и искрена дружба между нея и Каблешков продължава. Тя членува в революционния комитет, става секретарка на женското дружество „Постоянство“.
На 22 февруари 1877 г. лейди Емили Странгфорд посещава Сопот. Мария Българова произнася приветствено слово на френски език. Лейди Странгфорд ѝ подарява голям златен кръст, който сопотската учителка носи на верижка.
След Освобождението Мария Българова живее в Девическия метох и помага на леля си монахиня Евгения в управлението на манастира. Все още в сърцето ѝ гори мъка за тежката загуба на годеника ѝ Тодор Каблешков.
Мария Българова се омъжва за високообразования за времето си калоферец Богдан Бракалов, който е бил и опълченец. Раждат им се девет деца, шест от които умират невръстни.
Мария Българова умира в София на 6 януари 1919 г.